# Маска Красной смерти
«Маска Красной смерти» (англ. The Masque of the Red Death) — рассказ известного американского писателя Эдгара Аллана По, написанный и опубликованный в 1842 году. История повествует о принце Просперо, который, чтобы избежать чумы под названием Красная Смерть, заперся с царедворцами в своём замке. Пока люди умирали от чумы, Просперо устроил маскарад в семи залах, раскрашенных в разные цвета. В конце маскарада появляется незнакомец в маске, изображающей лицо умершего от Красной Смерти. Разозлённый принц пытается противостоять неизвестному, который беспрепятственно проходит все разноцветные залы до самого зловещего, чёрного с кроваво-красными окнами. Принц умирает, не добившись ничего, а за ним и все гости. Как выясняется, под саваном незнакомца нет физического тела.
Рассказ во многом следует эстетике символизма, а также канонам готической литературы и часто исследуется как аллегория на неизбежность смерти, хотя многие критики придерживаются мнения, что этого делать не стоит. Было представлено множество различных интерпретаций текста, а также попыток определить характер номинальной болезни.
Впервые рассказ был опубликован в мае 1842 года в журнале Грэма. Впоследствии было сделано много различных адаптаций сюжета, в том числе фильм 1964 года с Винсентом Прайсом в главной роли. Также на рассказ имеются множественные аллюзии в различных медиа.

## Краткое содержание
История начинается в замке «счастливого, предприимчивого и находчивого» принца Просперо. Просперо и около тысячи царедворцев заперлись за высокими стенами этого замка, чтобы уберечь себя от Красной Смерти, страшной чумы с ужасными симптомами, которая свирепствует в стране. У жертв чумы наблюдались «острые боли», «внезапное головокружение» и кровавый пот. Как сообщается, чума убивала менее чем за полчаса. Просперо и царедворцам не было дела до страданий населения страны. Они решили переждать чуму в роскоши и безопасности за воротами, запертыми на крепкие засовы.
Однажды ночью Просперо устроил для своих гостей шумный бал-маскарад, который проходил в шести разноцветных залах замка. Каждая зала была украшена и обустроена в своём специфическом цвете — голубом, пурпурном, зелёном, оранжевом, белом и фиолетовом. Была ещё чёрная комната, однако она отличалась по декорации окон — они были не чёрные, а алые, «кровавого цвета». Из-за этого комната выглядела мрачно и в ней практически никто не хотел веселиться. В этой комнате располагались часы из чёрного дерева, которые каждый час начинали звонко и протяжно бить, вынуждая музыкантов остановить игру на инструментах, а гостей — танцевать. Лишь когда бой часов прекращался, веселье возобновлялось.
Когда должно было пробить двенадцать часов, Просперо и царедворцы заметили незнакомца, одетого в тёмное, испачканное кровью рубище, похожее на саван. Лицо незнакомца было закрыто маской, изображающей разлагающийся труп и симптомы Красной Смерти. Ужасно разозлившись, Просперо потребовал от незнакомца назвать себя, чтобы знать, кого он повесит на воротах замка. Незнакомец пошёл прочь от принца, перепуганные гости расступились перед ним, Просперо бросился за ним с кинжалом. Незнакомец прошёл через шесть комнат, остановился возле последнего, чёрного зала и повернулся к принцу лицом, Просперо остановился, громко закричал и упал замертво. Гости набросились на незнакомца, но тот сбросил саван, под которым ничего не было. Все стали умирать один за другим, пока не осталось никого. Рассказ заканчивается фразой: «и мрак, и разорение, и Красная Смерть распространили на всё свою безграничную власть».

## Анализ

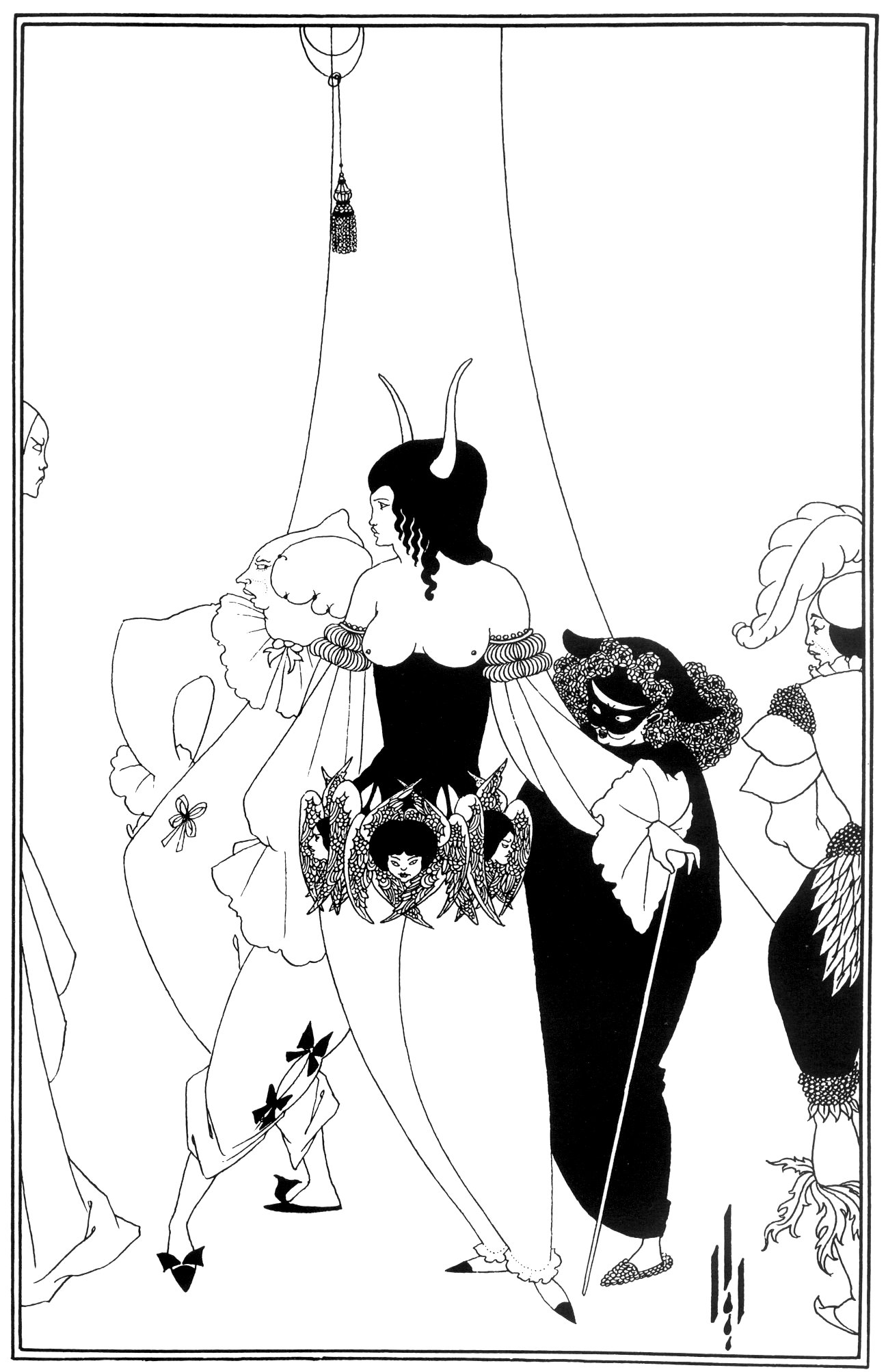
Иллюстрация Обри Бёрдслея, 1894—1895.

В «Маске Красной Смерти» Эдгар По использует множество элементов готической литературы, в том числе готический замок, как место основных событий; ближе всего к ней — «Пир во время чумы» А. С. Пушкина. Множество разноцветных комнат могут быть отражением человеческого разума, выражением различных типов индивидуальности. Регулярно встречающиеся образы крови и времени также указывают на вещественность. Чума же может представлять собой типичные признаки человеческой смертности. Это означает, что весь рассказ — сплошная аллегория на бесполезность человеческих попыток предотвратить смерть — такого утверждения придерживается большинство исследователей. Однако, несмотря на это, всё ещё ведутся споры вокруг интерпретации текста рассказа; некоторые склонны утверждать, что не следует рассматривать его как аллегорию, в пользу чего свидетельствует отвращение писателя к морализаторству. Если в рассказе и имеется мораль, то По нигде этого не показывает явно.
Постоянно встречающиеся по всему тексту упоминания крови и красного цвета — двойной символ. Кровь одновременно символизирует и жизнь, и смерть. Это особенно заметно по образу незнакомца в маске — нигде в тексте он не описан как собственно Красная Смерть. Наоборот, его считают человеком в маске Красной смерти. Сцену его появления в самой крайней восточной комнате — голубой — обычно связывают с рождением.
Несмотря на то, что замок Просперо предназначался, чтобы не пустить болезнь, сам по себе он мрачная и давящая постройка. Его похожее на лабиринт расположение комнат и коридоров, узкие стрельчатые окна — всё это доходит до абсурда в последней, чёрной, комнате, которая была настолько мрачной и давящей, что «весьма немногие из танцующих заглядывали в эту очарованную комнату». Кроме того, замок должен был стать полностью изолированной зоной, но, тем не менее, незнакомец в маске сумел прокрасться внутрь, что предполагает намёк на то, что контроль — лишь иллюзия.
Как и многие рассказы писателя, «Маска Красной Смерти» исследовалась с точки зрения автобиографичности. В этом случае, прообраз принца Просперо — сам По, богатый молодой человек из выдающейся семьи Алланов. С этой точки зрения По ищет убежища от опасностей внешнего мира, но в то же время изображает себя как противостоящего незнакомцу в маске, то есть готовым к неизбежным опасностям своей собственной жизни. Также исследователи отмечают, что принц Просперо — имя одного из персонажей пьесы Уильяма Шекспира «Буря».

### «Красная Смерть»
Болезнь, названная Красной Смертью, вымышлена. По описал её как «острые боли, неожиданное головокружение и кровотечение из всех пор» с последующей смертью менее чем за полчаса.
Вероятнее всего описание болезни было вдохновлено туберкулёзом (или чахоткой, как её называли в то время), так как жена По, Вирджиния, страдала от этой болезни и, подобно принцу Просперо, По не желал признавать возможность смерти. Также родственники По — Элиза (родная мать писателя), Уильям (брат) и Фрэнсис Аллан (приёмная мать) — также умерли от туберкулёза. С одинаковой долей вероятности описание может относиться и к холере; в 1831 году По засвидетельствовал вспышку эпидемии холеры в Балтиморе. Другие исследователи высказали предположение, что Красная Смерть не что иное как Бубонная чума (Чёрная смерть), что, по их мнению, подтверждается кульминационным моментом в конце истории, где Красная Смерть оказывается в чёрной комнате. Один писатель уподоблял симптомы Красной Смерти симптомам геморрагической лихорадки или некротического фасциита. Также выдвигалась гипотеза, что Красная Смерть вовсе не болезнь; её надо понимать как слабость, присущую всем людям (вроде «первородного греха»).

### Реминисценции
- Рассказ был весьма популярен в эпоху символизма, в том числе в России. К этому тексту По восходит образ красного шута в романе Андрея Белого «Петербург». Название «Маска Красной смерти» носит одна из главок в первом томе его автобиографии.
- В романе Гастона Леру «Призрак оперы» и в одноименном мюзикле Эндрю Ллойда Уэббера «Призрак Оперы» есть явная отсылка к рассказу По — в начале второго акта Призрак, появившись в костюме Красной смерти, срывает грандиозный маскарад в Оперном театре.
- Рассказ Фреда Саберхагена «Маскарад в красном смещении» (цикл «Берсеркер») построен по явной аналогии с рассказом По.
- В романе Дэна Симмонса «Террор» герои устраивают в новогоднюю ночь с 1847 на 1848 г. карнавал, устроенный по образу и подобию праздника Просперо, описанного По. В конце карнавала на праздник явилось чудовище Террора — огромный белый медведь («Белая смерть»), убивший многих членов команды.
- В романе Стивена Кинга «Песнь Сюзанны» цикла «Темная Башня» одна из членов ка-тета, Сюзанна Дин, находит упоминание о стране, уничтоженной Красной Смертью.
- В комиксе Нила Геймана, «Смерть», обыгрывается подобная идея, где алхимик со своей семьей и друзьями прячутся от Смерти, заперевшись в замке со слугами, едой и куртизанками и остановив время.

## История публикаций

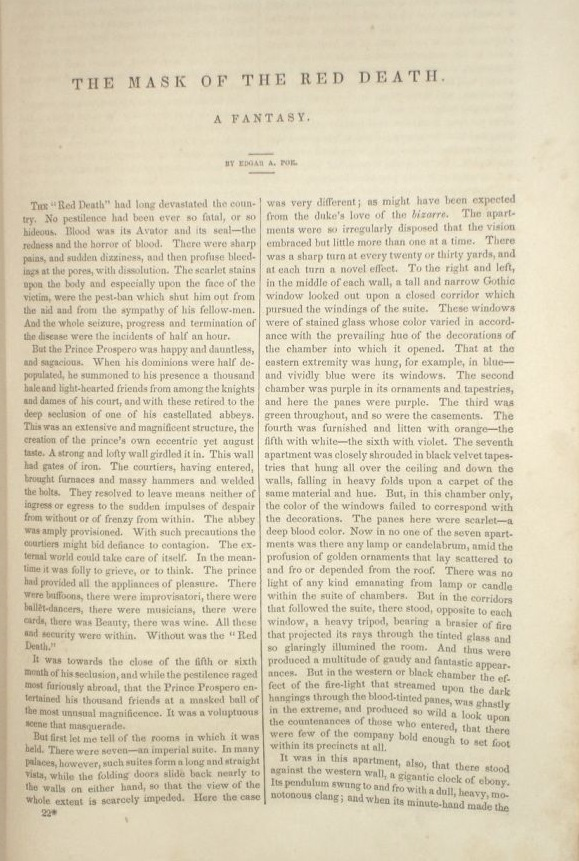
Первая страница первого издания рассказа

Первоначально Эдгар Аллан По издал рассказ в Graham's Magazine под названием «Маска Красной Смерти» (англ. The Mask of the Red Death) с позаголовком «Фантазия» (англ. A Fantasy). Данная публикация принесла ему 12 долларов. Немногим позже, второе, исправленное, издание вышло в Broadway Journal под устоявшимся ныне названием. Английское название рассказа (The Masque of the Red Death) буквально переводится как «Маскарад Красной Смерти» — новое название подчеркнуло образ незнакомца, появившегося в конце рассказа, и сосредоточило внимание читателя на маскараде.

## Адаптации
- Чума во Флоренции (фильм, 1919) — снят по мотивам рассказа
- Балет «Маска Красной смерти» был написан не позднее 1926 года композитором Янко Биненбаумом[18]
- Венди Пайни[англ.] написала и иллюстрировала эротическую версию "Маски Красной Смерти"[англ.];
- Бэзил Рэтбоун, в рамках проводимого им в начале 1960-х годов проекта по созданию аудиокниг по рассказам Эдгара Аллана По, создал также и аудиокнигу «Маска Красной Смерти» (производство LP Caedmon). Аудиоверсии «Маски Красной Смерти» в своё время создавали Кристофер Ли, Хёрд Хатфилд[англ.], Мартин Донеган и Гэбриэл Бирн.
- В 1964 году рассказ был адаптирован в одноимённый фильм с Винсентом Прайсом в главной роли. Режиссёрское кресло занял Роджер Корман. Фильм обыгрывает и дополняет сюжет рассказа, переплетая его также с рассказом По «Лягушонок».
- В 1989 году вышел ремейк фильма Кормана с Эдрианом Полом в главной роли. В этот раз Корман выступил в качестве продюсера[19].
- В 1990 году вышла ещё одна киноадаптация рассказа. В этой версии действие перенесено в современность, а Красная смерть — серийный убийца, а не воплощение Чумы.
- К 10 января 1975 года рассказ был адаптирован Джорджем Лоутером[англ.] в радиопостановку для CBS Radio Mystery Theater[англ.]. Главные роли озвучили Карл Свенсон[англ.] и Стаатс Коисуорт.
- Уинифрид Филлипс сделала радиоверсию рассказа, добавив в него музыку собственного сочинения. Трансляция была проведена в рамках Национальных публичных радиочтений и её продюсировала Винни Уолдрон[англ.].
- Рассказ был адаптирован Punchdrunk[англ.] Productions, совместно с Центром Искусств Баттерси[англ.], в театральную пьесу (Маска Красной Смерти (пьеса)[англ.]), постановка которой продолжалась с 17 сентября 2007 года по 12 апреля 2008 года[20].
- В 2013 году в окрестностях Детройта (штат Мичиган) было объявлено о начале ежегодного представления в рамках празднования Хэллоуина. Гости данного представления становились участниками событий «Маски Красной Смерти». Представление носит то же название[21][22].
- Рэп-группа Триада записала по мотивам рассказа песню «Маска Красной Смерти».
- В 2022 году московская хоррор-панк группа Rotten Toten выпустила альбом «Маска Красной смерти», заглавная песня которого является вольным пересказом новеллы По.